# Identyfikacja biometryczna
Identyfikacja biometryczna – zautomatyzowane rozpoznawanie fizycznych, fizjologicznych, behawioralnych lub psychologicznych cech ludzkich w celu ustalenia tożsamości osoby fizycznej przez porównanie danych biometrycznych tej osoby z danymi biometrycznymi osób fizycznych przechowywanymi w bazie danych.